# Šmarje pri Jelšah község
Šmarje pri Jelšah község (szlovén nyelven Občina Šmarje pri Jelšah) Szlovénia 212 alapfokú közigazgatási egységének, azaz községének egyike a Savinjska statisztikai régióban. Adminisztratív központja Šmarje pri Jelšah város. A községet 1994-ben hozták létre, a történelmi szlovén Stájerország (Štajersko) régió része. 

## A községhez tartozó települések

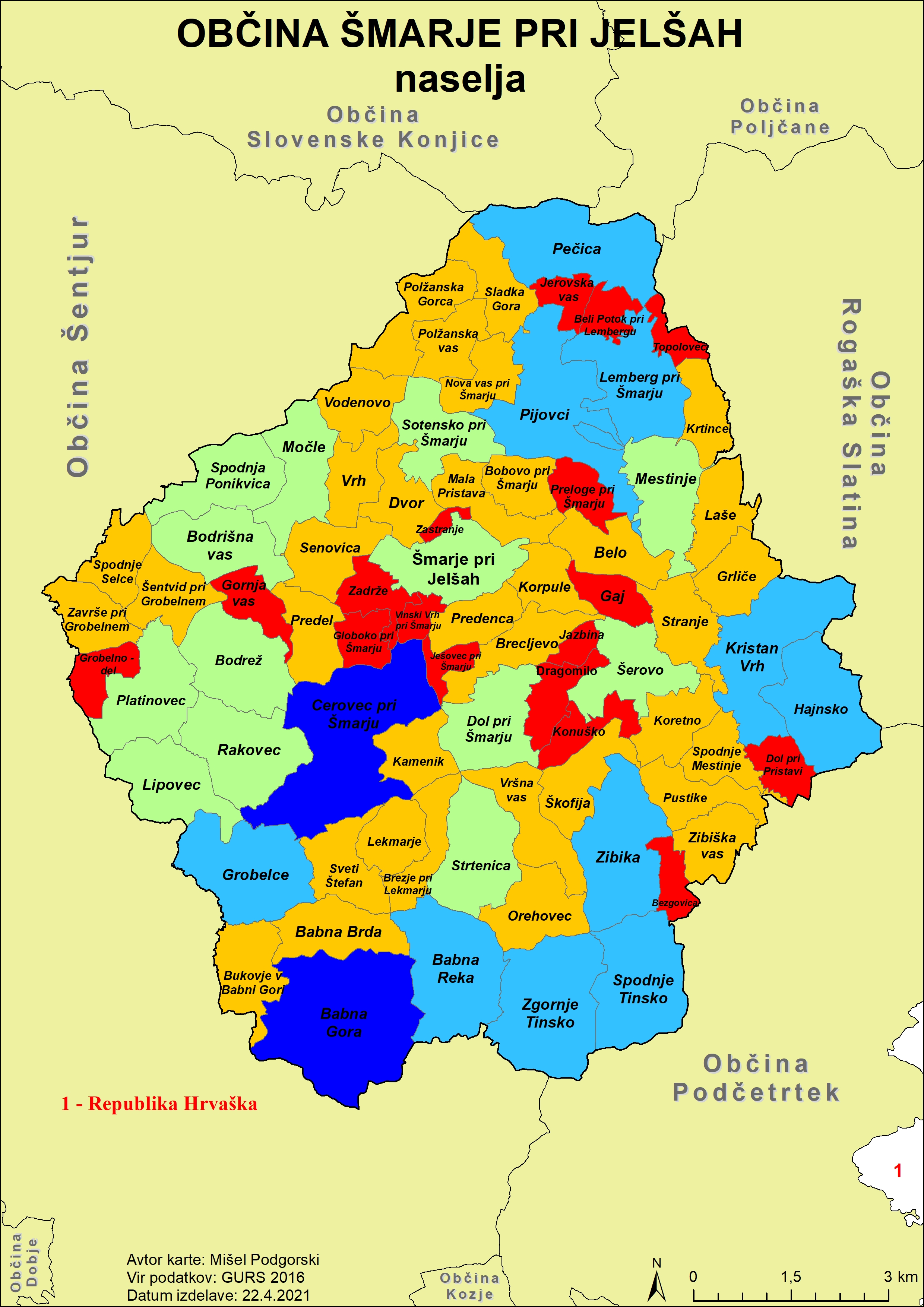
A község falvai

A községhez Šmarje pri Jelšah székhelyen kívül a következő települések tartoznak:
- Babna Brda
- Babna Gora
- Babna Reka
- Beli Potok pri Lembergu
- Belo
- Bezgovica
- Bobovo pri Šmarju
- Bodrež
- Bodrišna Vas
- Brecljevo
- Brezje pri Lekmarju
- Bukovje v Babni Gori
- Cerovec pri Šmarju
- Dol pri Pristavi
- Dol pri Šmarju
- Dragomilo
- Dvor
- Gaj
- Globoko pri Šmarju
- Gornja Vas
- Grliče
- Grobelce
- Grobelno (šmarjei terület)*
- Hajnsko
- Jazbina
- Jerovska Vas
- Ješovec pri Šmarju
- Kamenik
- Konuško
- Koretno
- Korpule
- Kristan Vrh
- Krtince
- Laše
- Lekmarje
- Lemberg pri Šmarju
- Lipovec
- Mala Pristava
- Mestinje
- Močle
- Nova Vas pri Šmarju
- Orehovec
- Pečica
- Pijovci
- Platinovec
- Polžanska Gorca
- Polžanska Vas
- Predel
- Predenca
- Preloge pri Šmarju
- Pustike
- Rakovec
- Senovica
- Šentvid pri Grobelnem
- Šerovo
- Škofija
- Sladka Gora
- Sotensko pri Šmarju
- Spodnja Ponkvica
- Spodnje Mestinje
- Spodnje Selce
- Spodnje Tinsko
- Stranje
- Strtenica
- Sveti Štefan
- Topolovec
- Vinski Vrh pri Šmarju
- Vodenovo
- Vrh
- Vršna Vas
- Zadrže
- Zastranje
- Završe pri Grobelnem
- Zgornje Tinsko
- Zibika
- Zibiška Vas

- Mivel Grobelno település két község területére esik, ezért szerepel ezen a listán, valamint Šentjur község listáján is.

## Népesség
| Lakosok száma | 9911 | 9996 | 10 214 | 10 271 | 10 278 | 10 239 | 10 259 | 10 285 | 10 278 | 10 243 |
|               | 2008 | 2009 | 2011   | 2012   | 2013   | 2015   | 2016   | 2017   | 2019   | 2020   |